# Boeing E-7 Wedgetail

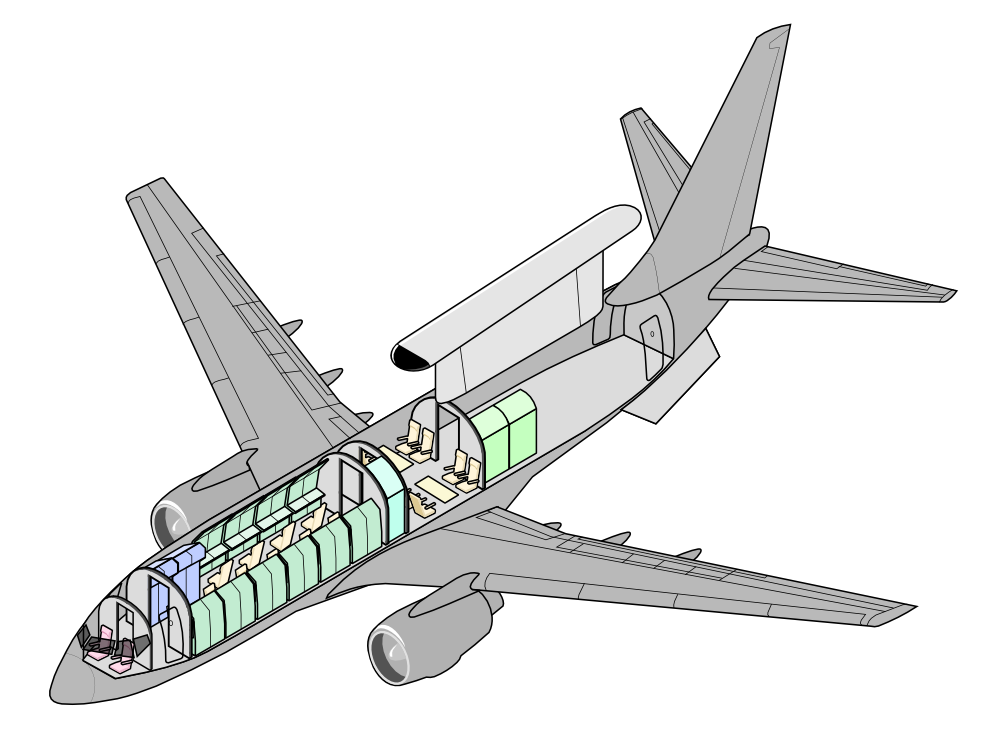
Tekening

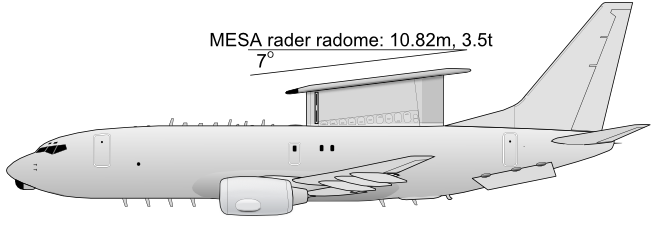
Zijaanzicht

De Boeing E-7 Wedgetail of  Boeing 737 AEW&C  of  E-7T Peace Eagle  of Peace Eye of Wedgetail AEW1 is een AWACS vliegtuig op basis van de  Boeing 737 Next Generation. Het heeft een vaste active electronically scanned array radarantenne in plaats van een radome zoals de Boeing E-3 en is ontwikkeld voor de 
Royal Australian Air Force. Daarna hebben ook de Turkse luchtmacht, de Republic of Korea Air Force en de Royal Air Force ze in dienst genomen. In april 2022 kondigde de United States Air Force aan dat de Boeing E-7 Wedgetail de Boeing E-3 Sentry zal vervangen vanaf 2027.

## Australië

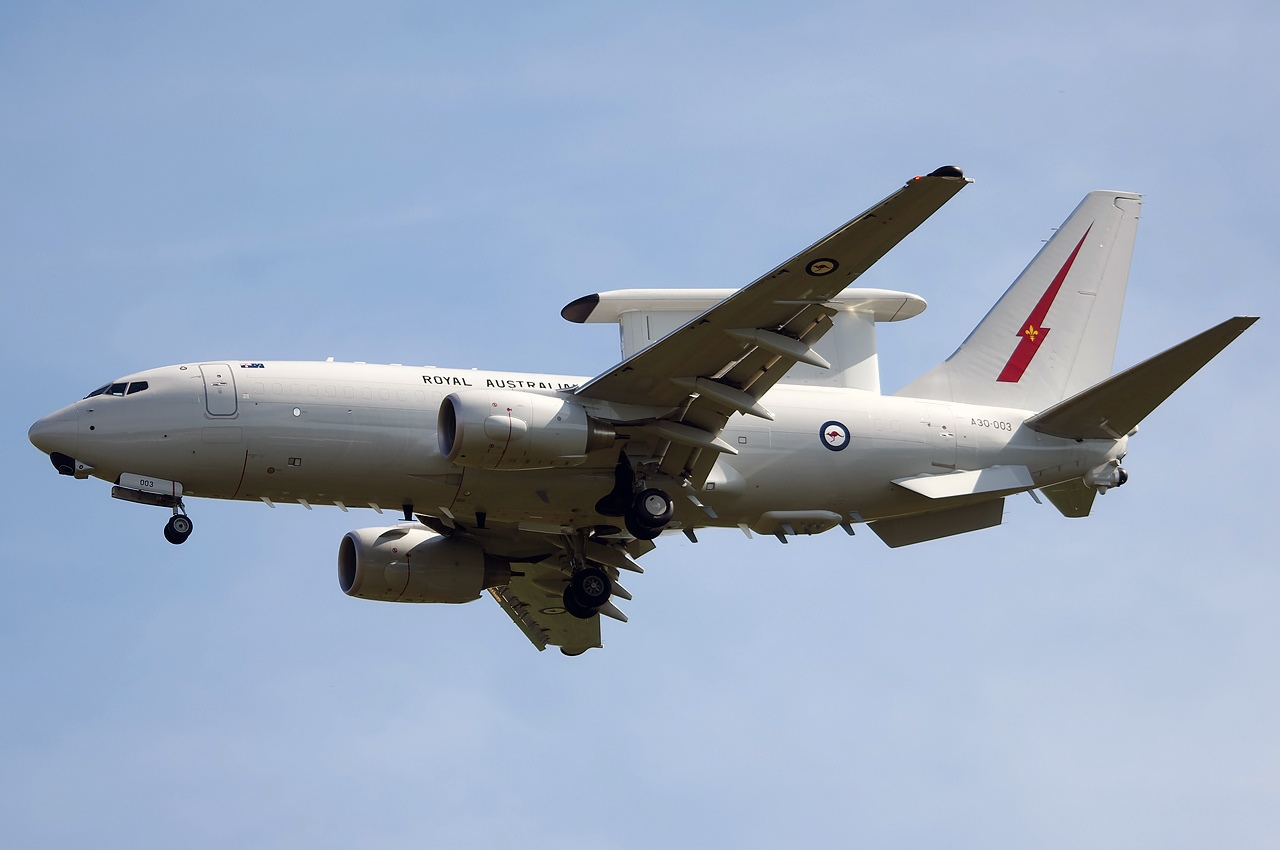
Een Wedgetail van de Royal Australian Air Force

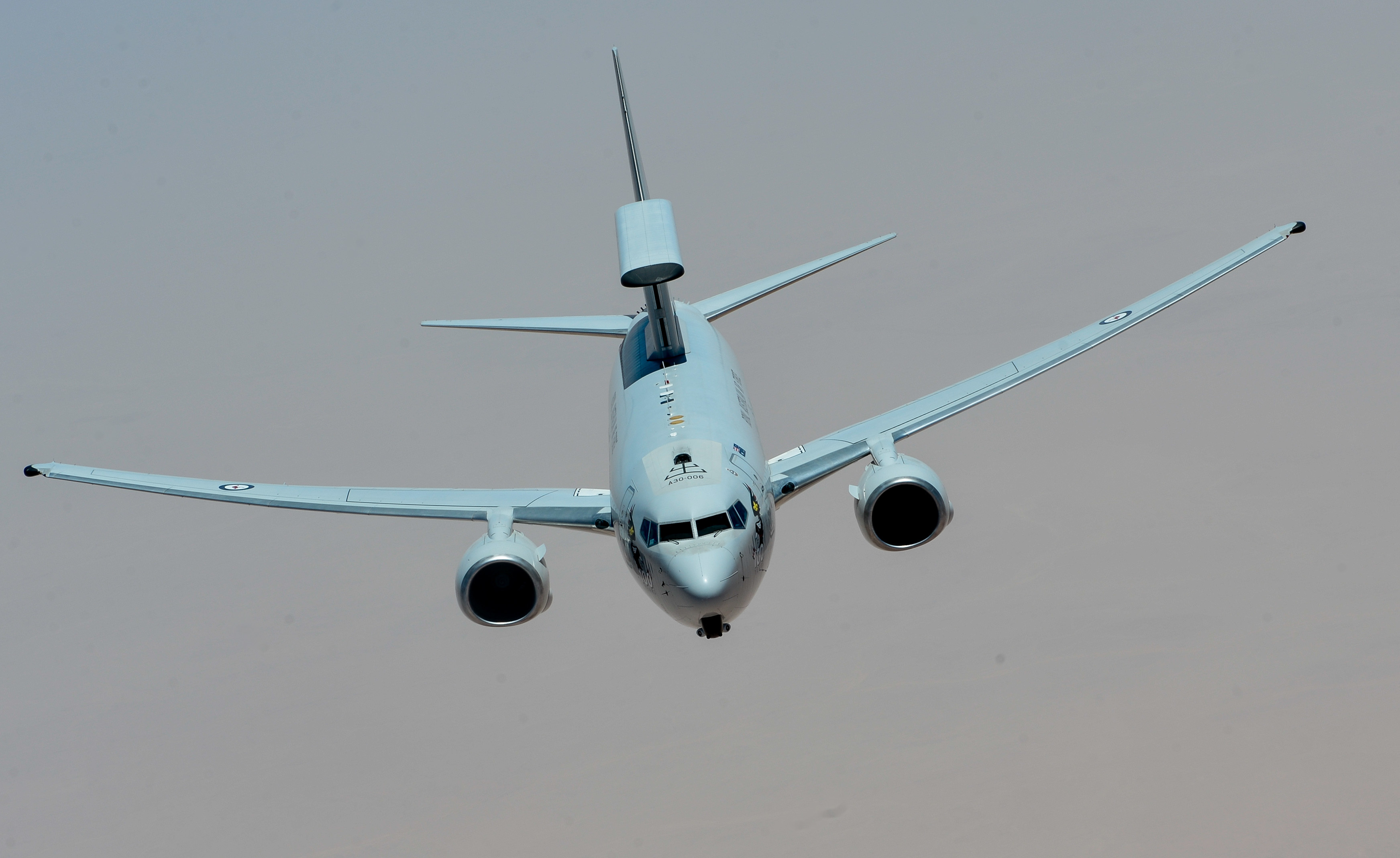
Een Wedgetail van de Royal Australian Air Force tijdens bijtanken in de lucht vanuit een KC-135 tankvliegtuig tijdens Operatie Inherent Resolve in 2017

In 1986 beoordeelde het Ministerie van Defensie van Australië aanbiedingen van de industrie voor een AWACS.
In 1994 werd een eerste fase van Project AIR 5077 goedgekeurd.
In 1996 lanceerde Australië een request for proposal (RFP) voor Project Wedgetail, een verwijzing naar de wigstaartarend.
In 1999 gunde Australië Boeing een contract voor vier AWACS vliegtuigen met een optie voor nog eens drie.
De Boeing 737 AEW&C lijkt op de Boeing 737-700ER.
Het gebruikt de Northrop Grumman Multi-role Electronically Scanned Array (MESA) radar. De elektronisch gescande radar zit in een 10,85 m lange en 3500 kg zware vin op de rug van het vliegtuig, wat betere aerodynamica geeft dan een radome zoals de Boeing E-3.
De radar heeft 600 km bereik.
Zonder bewegende onderdelen kan de radar toch 360° kijken: telkens 120° aan bakboord en stuurboord en 60° vooraan en achteraan.
De antenne dient ook voor ELINT met 850 km bereik op 9000 m hoogte.
Signaalverwerking en computer zitten onder de radar.
Op de buik van het vliegtuig zijn er vinnen als tegengewicht voor de radar.
In de neus, vleugeltippen en staart zit de elektronische oorlogvoering.
Bijtanken in de lucht kan met een opening boven de voorkant van de romp.
De Australische Wedgetails hebben 10 consoles voor operatoren: 6 aan bakboord en 4 aan stuurboord en vrije plaats voor nog twee.
Australië bestelde vier Wedgetails met optie voor nog drie.
De twee eerste Wedgetails werden gebouwd, aangepast en getest bij Boeing in Seattle. De volgende werden aangepast door Boeing Australië.
Boeing en Northrop werkten samen met Boeing Australië en BAE Systems Australië.
Boeing Australië verzorgt training, onderhoud en ondersteuning.
BAE verschaft elektronische oorlogvoering, Electronic Support Measures (ESM) en ground support systems.
Levering moest in 2006 beginnen, maar in juni 2006 kondigde de Australische Minister van Defensie, Brendan Nelson, aan dat de Wedgetail vertraging opliep.
Boeing kondigde 18 maand vertraging aan vanwege moeilijkheden om de radar en de sensoren te integreren en voorzag levering begin 2009. Boeing moest $770 miljoen boete betalen voor vertraging.
In juni 2008 kondigde Boeing verdere vertraging aan met de integratie van de radar en de  Electronic Support Measures.
In november 2009 leverde Boeing de twee eerste Wedgetails af.
Boeing vloog ermee en ze bleven eigendom van Boeing tot de formele aanvaarding door de RAAF in mei 2010.
In juni 2012 aanvaardde de RAAF de zesde en laatste Wedgetail.
In november 2012 ging de Wedgetail in dienst.
Alle Wedgetails vallen onder RAAF Squadron No. 2 op RAAF Base Williamtown.
Op 1 april 2014 zochten een Wedgetail mee naar Malaysia Airlines-vlucht 370 en hielp Maritiem verkenningsvliegtuigen aan de westkust van Australië.
Op 1 oktober 2014 vloog een Wedgetail boven Irak als steun voor luchtaanvallen tegen Islamitische Staat (in Irak en de Levant).
In mei 2015 waren alle zes Wedgetails in dienst.
In november 2015 vloog een Wedgetail 17 uur in oorlogsgebied met tweemaal bijtanken in de lucht.
De meeste missies van de Wedgetail duren 13 uur.
Begin april 2016 had de Wedgetail 36 missies van in totaal 500 vlieguren gevlogen.
De missie in het Midden-Oosten eindigde begin 2019.
In oktober 2023 vloog een Australische Wedgetail voor zes maanden naar Europa om wapenleveringen aan Oekraïne te beschermen tijdens de Russische invasie van Oekraïne sinds 2022. Hij vloog begin april 2024 terug naar Australië.
De Australische regering heeft in 2024 een investeringsprogramma van 6 milard Australische dollar vrijgemaakt om de Wedgetails tussen 2025 en 2034 te vervangen.

## Turkije

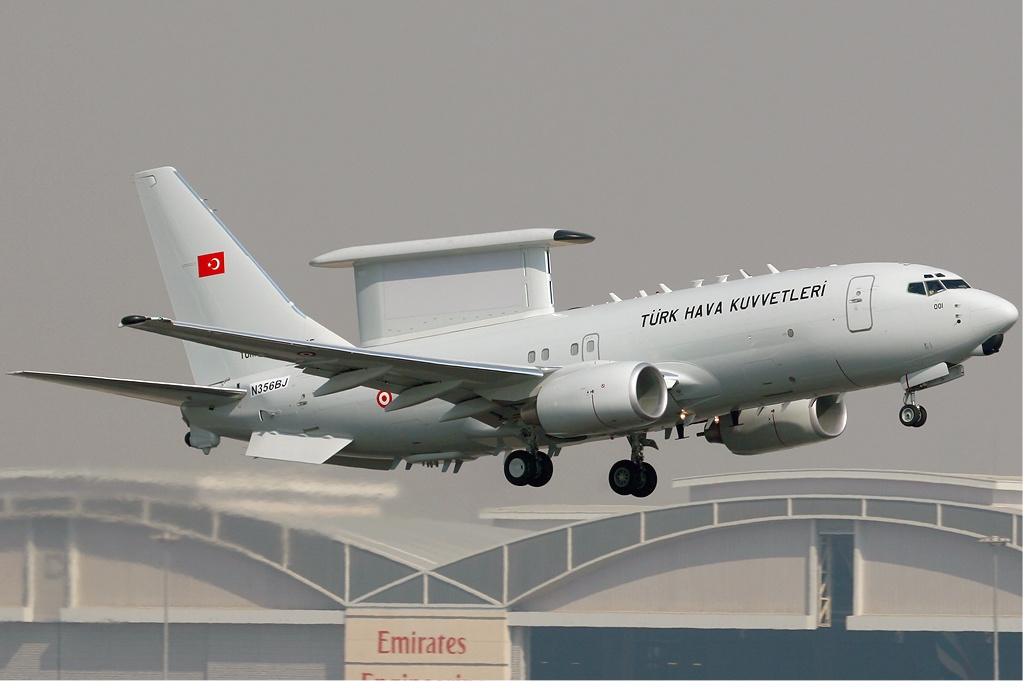
Een E-7T Peace Eagle van de Turkse luchtmacht

De Turkse luchtmacht bestelde vier Boeing 737 AEW&C Peace Eagles met optie op nog twee.
Turkish Aerospace Industries (TAI) is onderaannemer en produceert onderdelen, testen, samenbouw en aanpassing uit.
HAVELSAN is onderaannemer voor ground support elements, systeemanalyse en software support. HAVELSAN kreeg als enige buitenlandse bedrijf de broncode.
Peace Eagle 1 was aangepast en getest door Boeing in Seattle.
Peace Eagle 2, 3 and 4 werden aangepast en getest door TAI in Ankara in samenwerking met  Boeing en Turkse bedrijven. In 2006 weren de vier Peace Eagles voorzien voor levering in 2008.
In september 2007 voerde Boeing de eerste testvlucht met de Peace Eagle uit.
In juni 2008 was Peace Eagle 2 aangepast.
In het derde kwartaal van 2008 waren de vlucht en missie testen klaar.
In 2013 leverde Israël onder druk van de Verenigde Staten apparaten voor elektronische oorlogvoering voor de Peace Eagle.
Op 21 februari 2014 aanvaardde de Turkse luchtmacht de eerste Peace Eagle, genoemd “Kuzey (Noord). De andere drie heten “Güney (Zuid), Doğu (Oost) en Batı (West).
In 2023 werd een contract ondertekend om de vier Peace Eagles aan te passen aan de noden en de software te vernieuwen.
De vliegtuigen krijgen een IFF Mode 5 Responder, Karetta Controlled reception pattern antenna Antennae Mission Computer Hardware ontwikkeld door ASELSAN.

## Zuid Korea

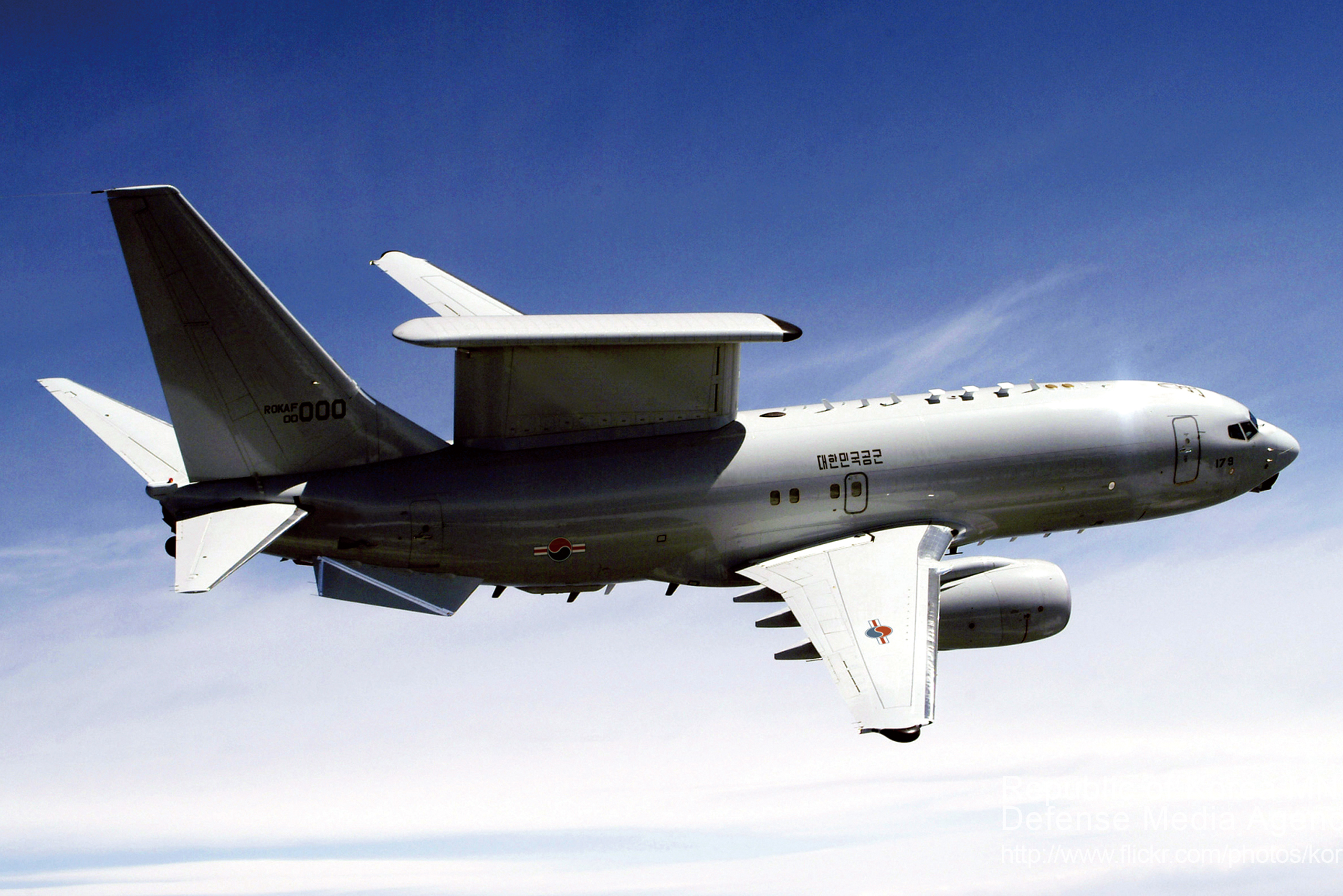
Een Zuid-Koreaanse Peace Eye

In augustus 2006 werd de offerte van Boeing beter bevonden dan die van Elta Systems met een Gulfstream G550.
In november 2006 won Boeing een contract voor $1,6 miljard om vier Peace Eyes te leveren aan Zuid-Korea tegen 2012.
In augustus 2011 werd de eerste Peace Eye geleverd op Gimhae Air Base te Busan voor acceptatietesten.
De volgende drie werden om de 6 maanden geleverd tot 2012.
In december 2011 paste Korea Aerospace Industries (KAI) het tweede vliegtuig aan naar AEW&C en leverde het aan Gimhae Air Base.
In mei 2012 kwam het door KAI aangepaste derde vliegtuig aan op Gimhae Air Base.
In oktober 2012 kwam het vierde vliegtuig aan.
In 2023 startte Zuid-Korea een aanbesteding voor vier bijkomende AWACS.
De Boeing E-7, de GlobalEye van Saab en de L3Harris van Gulfstream Aerospace boden mee tot april 2024.

## Verenigd Koninkrijk

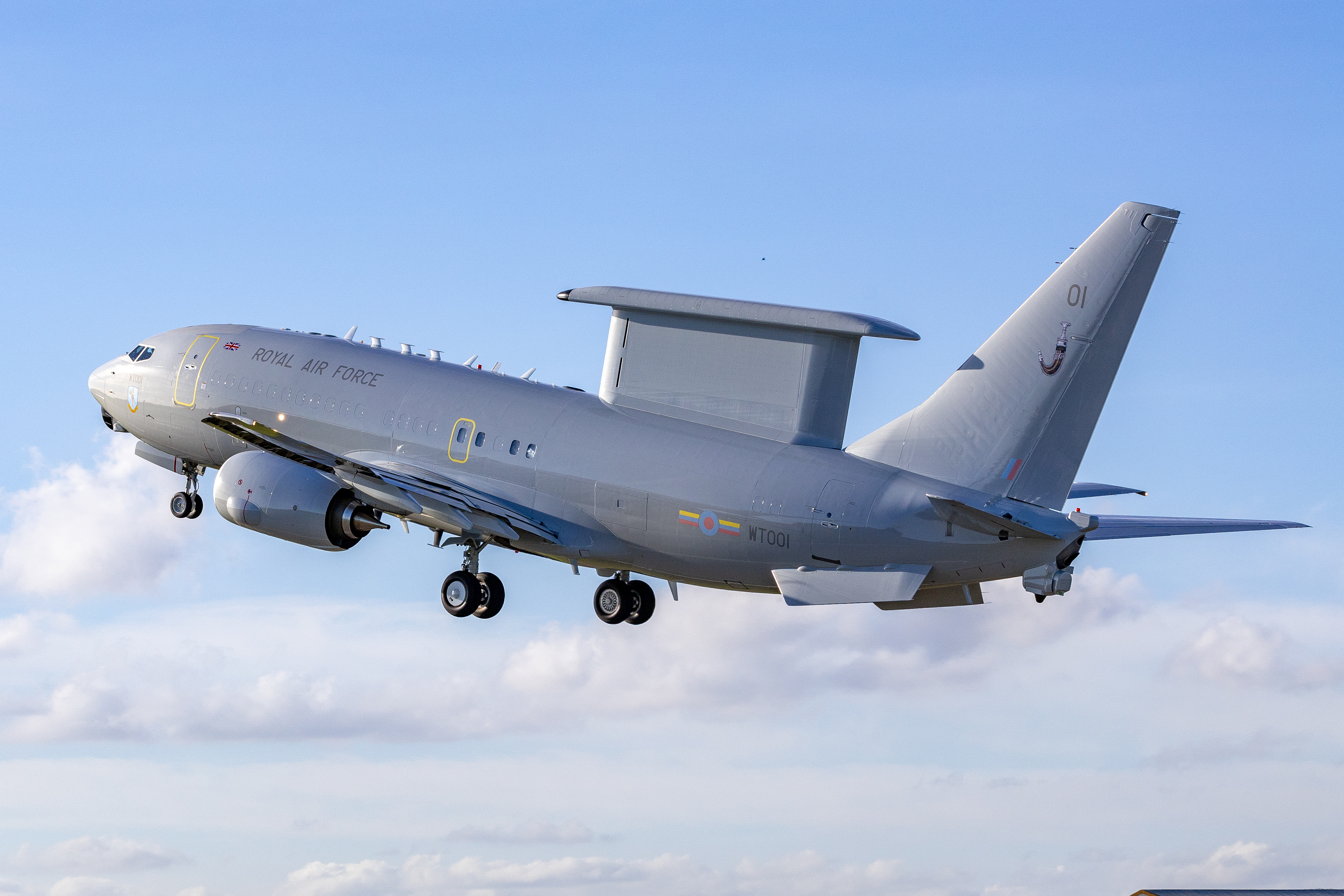
Een Wedgetail AEW1 van de Royal Air Force

In oktober 2018 sprak het Ministerie van Defensie (Verenigd Koninkrijk) met Boeing om hun E-3D vloot te vervangen door de Wedgetail AEW1.
Saab was ontevreden dat zij hun Erieye op de Airbus A330 MRTT niet mochten aanbieden.
In maart 2019 ondertekende het Verenigd Koninkrijk een contract van $1,98 miljard voor vijf Wedgetail AEW1.
Marshall Aerospace zou het vliegtuig aanpassen, maar trok zich in mei 2020 terug.
Boeing koos op 20 mei 2020 voor de Britse tak van STS Aviation Group.
Twee van de vijf vliegtuigen zijn omgebouwde burgervliegtuigen en de andere drie zijn nieuw.
Elke aanpassing vergt 24 maanden. Werk aan het eerste vliegtuig begon in 2021 en in 2026 zal de vijfde klaar zijn.
In juni 2020 werd de eerste Wedgetail AEW1 verwacht tegen 2023.
In december 2020 meldde AirForces Monthly dat het Verenigd Koninkrijk de aankoop van vijf naar drie zou verminderen.
De Integrated Review van 2021 bevestigde de vermindering van vijf naar drie.
Eind 2022 raakte bekend dat het vliegtuig pas in 2024 operationeel zou zijn.
In februari 2023 zei Air Chief Marshal Michael Wigston dat de bestelling dan toch van drie naar vijf kan.

## Verenigde Staten
In februari 2021 stelde generaal Kenneth S. Wilsbach, commandant van de United States Pacific Air Forces voor dat de USAF snel de E-3 zou vervangen door E-7 omdat de E-3 de Chinese Chengdu J-20 niet goed kon detecteren.
In april 2021 meldde Aviation Week & Space Technology dat generaal Jeffrey L. Harrigian, commandant van de United States Air Forces in Europe ook de E-7 wilde.
In oktober 2021 publiceerde de USAF een "Notice of Contract Action" met de intentie om Boeing een contract te gunnen om te bestuderen of de E-7 kan voldoen aan alle eisen van de USAF.
In april 2022 kondigde de USAF aan dat de E-7 de E-3 zou vervangen omdat de E-7 de enige is die binnen de nodige tijd aan alle eisen kan voldoen.
In 2023 werd een contract van $1.2 miljard toegekend om twee USAF varianten van de E-7 te ontwikkelen. Een beslissing tot productie van een vloot van 26 vliegtuigen is voorzien voor 2025 en de eerste USAF E-7 zou in 2027 in dienst gaan.

## NAVO
In 2022 lanceerde de NAVO een Request For Information om hun 14 Boeing E-3 te vervangen tussen 2031 en 2035. Boeing heeft de E-7-aangeboden, Saab de GlobalEye en Northrop Grumman de E-2D Advanced Hawkeye.
In november 2023 bestelde de NAVO zes E-7 tegen 2031 voor NAVO-vliegbasis Geilenkirchen.

## Saoedi-Arabië
In december 2023 toonde Saoedi-Arabië belangstelling in de E-7 om hun vloot van E-3 Sentry te vervangen.

## Canada
In april 2024 kondigde Canada aan dat ze 5 miljard Canadese dollar zouden investeren in AWACS. De GlobalEye concurreert met de E-7.

## Italië
In 2004 overwoog de Aeronautica Militare de aankoop van in totaal 14 Wedgetail en Boeing P-8 Poseidon vliegtuigen in samenwerking met Alitalia.
In 2008 zag Italië hiervan af om budgetredenen en kocht de kleinere en goedkopere ATR 72MP in plaats van de P-8.
In 2012 kocht Italië twee Gulfstream G550 CAEW als compensatie voor de aankoop van 30 Alenia Aermacchi M-346 lesvliegtuigen door Israël. In 2022 kocht Italië nog twee Gulfstream G550 CAEW.

## Verenigde Arabische Emiraten
In 2007 werd de Wedgetail aangeboden aan de Verenigde Arabische Emiraten, maar in 2015 kozen ze de Saab GlobalEye in plaats van de Wedgetail of de E-2D Advanced Hawkeye.

## Qatar
In 2014 wilde Qatar drie 737 AEW&C kopen, maar zegde dit in 2018 af.